# Piano di rifinanziamento a lungo termine
Il long term refinancing operation (LTRO) o piano di rifinanziamento a lungo termine consiste in interventi finanziari effettuati dalla BCE guidata da Mario Draghi a seguito dell'inizio della crisi del debito sovrano dei paesi europei. Tale operazione può essere riconducibile alle operazioni di allentamento quantitativo effettuate dalla Fed.
LTRO consiste in un'asta di liquidità in cui la BCE concede un prestito alle banche richiedenti, della durata di 3 anni e con un Tasso d'interesse pari alla media del tasso sulle operazioni di rifinanziamento principale calcolata nel periodo dell'operazione stessa. In cambio la BCE riceve dalle banche una garanzia sul prestito, detta "collaterale". La garanzia è composta solitamente da obbligazioni governative (titoli degli stati membri dell'UE) scelte dalla BCE. Sono stati esclusi i titoli greci.
La lista degli asset ammissibili come collaterale viene pubblicata sul sito della BCE ed è aggiornata più volte al mese.
Le due tranche di operazioni sono avvenute: 
- il 22 dicembre 2011, quando 523 banche hanno partecipato all'asta LTRO richiedendo 489,191 miliardi di euro;[3]
- il 29 febbraio 2012, quando 800 banche hanno partecipato all'asta LTRO, richiedendo 529,53 miliardi di euro.

La scelta di governance della BCE effettuata da Mario Draghi è stata positivamente vista dal mondo politico ed economico del vecchio continente (eccetto resistenze da parte della Germania), riuscendo a rimuovere lo spettro di una crisi bancaria di dimensioni enormi. Dall'altro lato però le operazioni non sono riuscite a far ripartire ancora l'economia dell'eurozona.